# James Ward-Prowse
Pour les articles homonymes, voir Ward et Prowse.
Cet article possède un paronyme, voir James Ward.
James Michael Edward Ward-Prowse, né le 1er novembre 1994 à Portsmouth en Angleterre, est un footballeur international anglais qui évolue au poste de milieu de terrain à West Ham United.

## Biographie

### En club
Le 25 octobre 2011, James Ward-Prowse dispute son premier match avec l'équipe première de Southampton lors d'un match de Coupe de la Ligue anglaise face à Crystal Palace (défaite 2-0). Le 6 août 2015, il fait ses débuts européens lors d'un match contre le Vitesse Arnhem (victoire 2-0) en Ligue Europa.
En juin 2020, James Ward-Prowse est nommé capitaine du Southampton FC. Il remplace Pierre-Emile Højbjerg, à qui le brassard de capitaine est retiré, ce dernier ayant publiquement exprimé ses envies de départ.
Le 19 août 2021, Ward-Prowse prolonge son contrat avec Southampton jusqu'en juin 2026.
En prenant un carton rouge lors d'un match perdu en championnat face au Chelsea FC le 2 octobre 2021 (défaite 3-1 des Saints), il met un terme à une série qui l’a vu jouer 102 matchs consécutifs en Premier League, plus que tout autre joueur sur cette période là.
Véritable expert des coups francs, Ward-Prowse est le deuxième meilleur tireur de l'histoire de la Première League  sur cet exercice, derrière la légende David Beckham (18) et devant Thierry Henry (12) avec 17 réalisations, à seulement 28 ans.
Le 14 août 2023, James Ward-Prowse quitte le Southampton FC, son club de toujours, pour s'engager en faveur de West Ham United. Il signe un contrat courant jusqu'en juin 2027,.
Le 30 août 2024, James Ward-Prowse rejoint Nottingham Forest sous la forme d'un prêt d'une saison.
En février 2025, Nottingham Forest annonce la fin de son prêt, il retourne à West Ham United. West Ham United annonce le retour au club de James.

### En sélection
De 2010 à 2011, James Ward-Prowse représente l'équipe d'Angleterre des moins de 17 ans.
Il fait ses débuts pour l'équipe d'Angleterre espoirs le 5 septembre 2013 lors d'un match face à la Moldavie. Le 1er septembre 2015, il est nommé capitaine des espoirs. 
Le 22 mars 2017, Ward-Prowse honore sa première sélection avec l'équipe d'Angleterre lors d'un match amical face à l'Allemagne (défaite 1-0).

## Statistiques
| Saison                | Club                     | Championnat           | Championnat | Championnat | Coupe(s) nationale(s) | Coupe(s) nationale(s) | Compétition(s) continentale(s) | Compétition(s) continentale(s) | Compétition(s) continentale(s) | Angleterre | Angleterre | Total | Total |
| Saison                | Club                     | Division              | M.          | B.          | M.                    | B.                    | Comp.                          | M.                             | B.                             | M.         | B.         | M.    | B.    |
| 2011-2012             | Southampton FC           | Championship          | -           | -           | 2                     | 1                     | -                              | -                              | -                              | -          | -          | 2     | 1     |
| 2012-2013             | Southampton FC           | Premier League        | 15          | 0           | 4                     | 0                     | -                              | -                              | -                              | -          | -          | 19    | 0     |
| 2013-2014             | Southampton FC           | Premier League        | 34          | 0           | 5                     | 0                     | -                              | -                              | -                              | -          | -          | 39    | 0     |
| 2014-2015             | Southampton FC           | Premier League        | 25          | 1           | 5                     | 0                     | -                              | -                              | -                              | -          | -          | 30    | 1     |
| 2015-2016             | Southampton FC           | Premier League        | 33          | 2           | 3                     | 0                     | C3                             | 3                              | 0                              | -          | -          | 39    | 2     |
| 2016-2017             | Southampton FC           | Premier League        | 30          | 4           | 7                     | 0                     | C3                             | 6                              | 0                              | 1          | 0          | 44    | 4     |
| 2017-2018             | Southampton FC           | Premier League        | 30          | 3           | 3                     | 1                     | -                              | -                              | -                              | -          | -          | 33    | 4     |
| 2018-2019             | Southampton FC           | Premier League        | 26          | 7           | 3                     | 0                     | -                              | -                              | -                              | 1          | 0          | 30    | 7     |
| 2019-2020             | Southampton FC           | Premier League        | 38          | 5           | 6                     | 0                     | -                              | -                              | -                              | -          | -          | 44    | 5     |
| 2020-2021             | Southampton FC           | Premier League        | 38          | 8           | 6                     | 1                     | -                              | -                              | -                              | 6          | 1          | 50    | 10    |
| 2021-2022             | Southampton FC           | Premier League        | 36          | 10          | 6                     | 1                     | -                              | -                              | -                              | 3          | 1          | 45    | 12    |
| 2022-2023             | Southampton FC           | Premier League        | 38          | 9           | 7                     | 2                     | -                              | -                              | -                              | -          | -          | 45    | 11    |
| 2023-2024             | Southampton FC           | Championship          | 1           | 0           | -                     | -                     | -                              | -                              | -                              | -          | -          | 1     | 0     |
| Sous-total            | Sous-total               | Sous-total            | 344         | 49          | 57                    | 6                     | -                              | 9                              | 0                              | 11         | 2          | 421   | 57    |
| 2023-2024             | West Ham United          | Premier League        | 37          | 7           | 4                     | 0                     | C3                             | 10                             | 0                              | -          | -          | 51    | 7     |
| 2024-2025             | West Ham United          | Premier League        | 14          | 0           | 1                     | 0                     | -                              | -                              | -                              | -          | -          | 15    | 0     |
| Sous-total            | Sous-total               | Sous-total            | 51          | 7           | 5                     | 0                     | -                              | 10                             | 0                              | -          | -          | 66    | 7     |
| 2024-2025             | Nottingham Forest (prêt) | Premier League        | 9           | 0           | 1                     | 0                     | -                              | -                              | -                              | -          | -          | 10    | 0     |
| Sous-total            | Sous-total               | Sous-total            | 9           | 0           | 1                     | 0                     | -                              | -                              | -                              | -          | -          | 10    | 0     |
| Total sur la carrière | Total sur la carrière    | Total sur la carrière | 404         | 56          | 63                    | 6                     | -                              | 19                             | 0                              | 11         | 2          | 497   | 64    |

## Palmarès

### Eu club
Il est finaliste de la Coupe de la Ligue anglaise en 2017.

### En sélection
Avec l'équipe d'Angleterre espoirs, il remporte le Tournoi de Toulon en 2016.